# Guelphen-Orden

Ordenskreuz für die Militär-Großkreuze

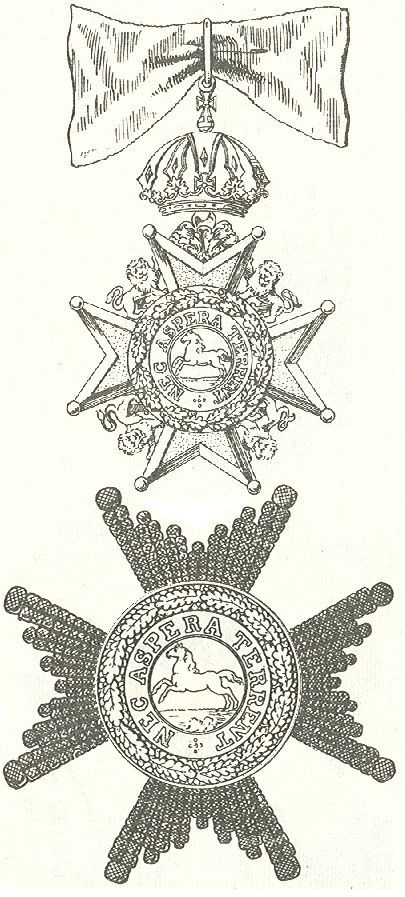
Ordenskreuz und Ordensstern der Kommandeure der I. Klasse

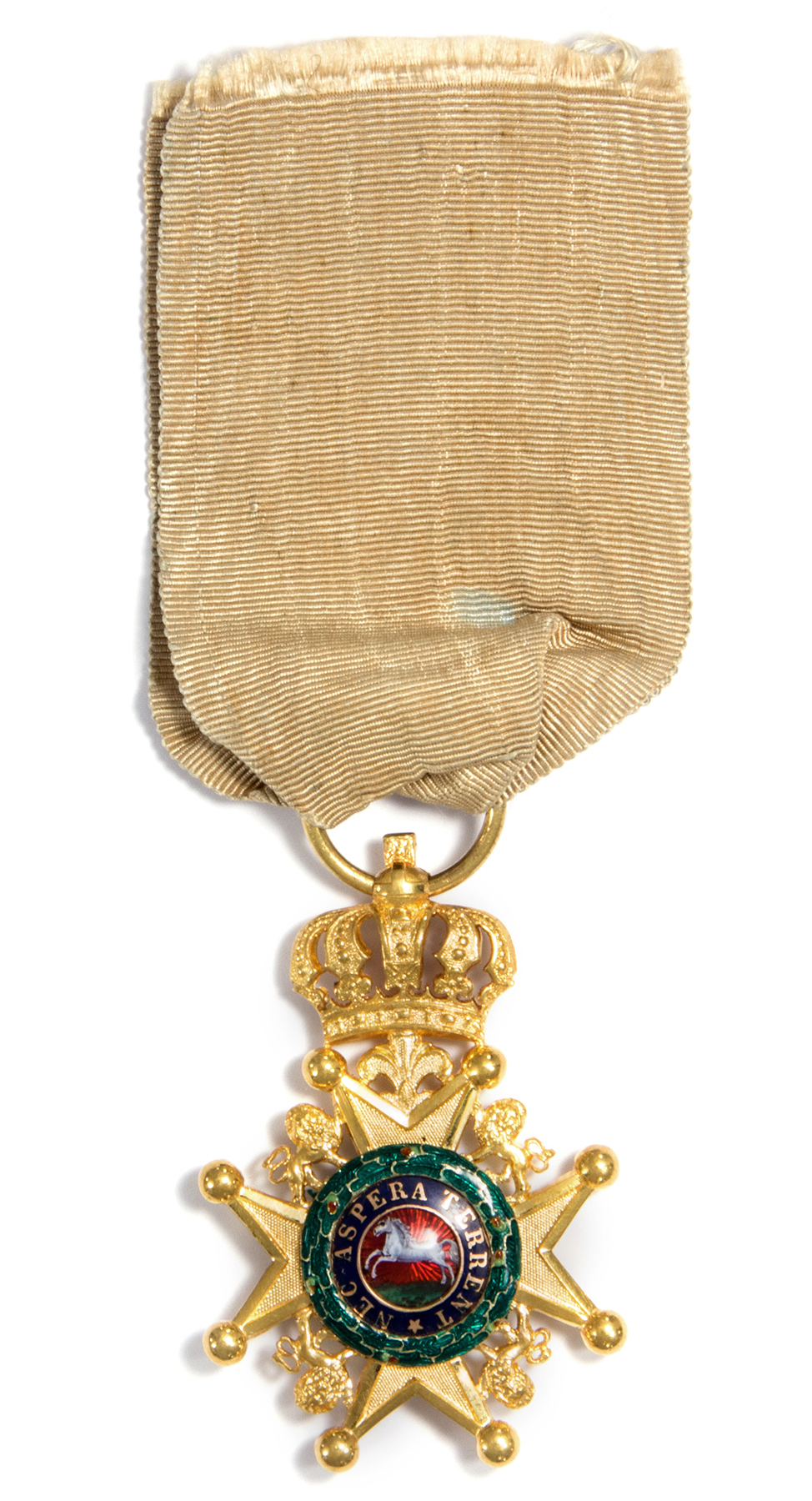
Ordenskreuz für die Zivil-Ritter

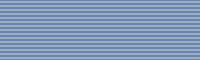
Bandschnalle

Der Guelphen-Orden (von Welfen; englisch Royal Guelphic Order oder Hanoverian Guelphic Order) war eine Auszeichnung des Königreichs Hannover und wurde am 12. August 1815 von dem Prinzregenten und späteren König Georg IV. gestiftet.
Der Orden wurde vom König von Hannover verliehen, der bis zum Tod König Wilhelms IV. 1837 in Personalunion auch König von Großbritannien und Irland war. Der Orden galt stets nicht als königlich-britischer, sondern als königlich-hannoverscher Orden. Er umfasste zunächst drei Klassen. Am 20. Mai 1841 erließ König Ernst August I. neue Ordensstatuten, gliederte den Orden fortan in vier Klassen und unterteilte die zweite Klasse der Kommandeure weiter in solche I. und II. Klasse. Nach der Niederlage des Königreichs Hannover und der Annexion durch das Königreich Preußen im Deutschen Krieg 1866 wurde der Orden nicht mehr verliehen. Einzelne Verleihungen durch den im Exil lebenden König Georg V. an seine Unterstützer und Vertrauten sind bis in die 1870er Jahre bekannt.
Mit der Verleihung der Ordensklassen Großkreuz, Kommandeur und Ritter war für Personen, die nicht bereits adelig waren, die Erhebung in den persönlichen Adelsstand verbunden. Diese Regelung galt seit den ursprünglichen Statuten von 1815 unter Georg IV., wurde mit den neuen Ordensstatuten unter Ernst August I. 1841 abgeschafft, jedoch mit dem 6. Nachtrag zu den Statuten am 7. Juli 1860 von König Georg V. von Hannover wieder eingeführt.
Den Entwurf für den Guelphen-Orden lieferte der Heraldiker Heinrich Schaedtler.

## Ordensklassen

### 1815 bis 1841
1. Großkreuz / Knight Grand Cross (GCH)
2. Kommandeur / Knight Commander (KCH)
3. Ritter / Knight (KH)

### Ab 1841
1. Großkreuz
2. Kommandeur I. Klasse
3. Kommandeur II. Klasse
4. Ritter, Ab dem 1. Oktober 1849 konnte „als Anerkennung und Belohnung ganz beson(de)rer und außergewöhnlicher Verdienste“ zusätzlich zum Ritterkreuz die Dekoration mit Schleife verliehen werden.
5. Silbernes Kreuz, Am 28. Juni 1842 wurde diese Ordenstufe in Guelphen-Orden vierter Klasse umbenannt.

Außerdem gab es eine Guelphen-Medaille, die nur an Unteroffiziere und Soldaten verliehen wurde. Die Verleihung war mit einer jährlichen Zuwendung von 24 Reichstalern verbunden.

## Ordensdekoration
Das Ordenszeichen ist ein achtspitziges, an den Enden mit Kugeln besetztes Kreuz, in dessen Winkeln vorwärtsgewandte Löwen stehen. Über dem Kreuz thront die hannoversche Königskrone. In der Mitte zeigt das Medaillon ein laufendes weißes Pferd auf grünem Grund. Im blauen Reif steht in goldenen Lettern die Devise NEC ASPERA TERRENT (lat. „Widrigkeiten schrecken nicht“) geschrieben. Auf der Rückseite sind die Initialen des Stifters sowie das Stiftungsjahr zu sehen. Das Medaillon wurde für Zivilisten mit Eichenlaub und für Militärs mit Lorbeeren umschlossen. Außerdem sind unter der Krone der militärischen Dekoration zwei gekreuzte Schwerter angebracht. Das Ordensband ist hellblau. Für die Träger des Großkreuzes und die Kommandeure der ersten Klasse bestand die Dekoration aus einem Kreuz und einem Stern. Für die anderen Klassen bestand sie nur aus einem Kreuz.
Bei festlichen Anlässen wurde das Großkreuz an einer goldenen Halskette getragen, die abwechselnd die von zwei Löwen gehaltene königliche Krone und die Initialen G R (Georgius Rex) zeigt.
Das Auktionshaus Andreas Thies bot über die Plattform lot-tissimo den an Salvatore Pes di Villamarina verliehenen Bruststern für das Großkreuz des Guelphen-Ordens an, der laut Einschätzung des Hauses „vermutlich aus der Werkstatt des Hofjuweliers Knauer um 1840–1850“ entstand.

## Bekannte Träger
- Liste der Träger des Guelphen-Ordens
- Kategorie:Träger des Guelphen-Ordens